# تاورنته
تاورنته (به ایتالیایی: Tavernette) یک منطقهٔ مسکونی در ایتالیا است که در کومیانا واقع شده‌است. تاورنته ۲۳۶ نفر جمعیت دارد و ۳۷۴ متر بالاتر از سطح دریا واقع شده‌است.